# Theo Loevendie
Theo Loevendie (né le 17 septembre 1930 à Amsterdam) est un compositeur et clarinettiste néerlandais.

## Biographie
Loevendie a étudié la clarinette et la composition au Conservatoire d'Amsterdam. Initialement il s'est consacré à la musique de jazz. À partir de 1968, il a écrit de la musique de concert, parmi lesquels des opéras, des concertos et de la musique de chambre. Plusieurs de ses compositions ont remporté des prix.
À partir de 1970, Loevendie enseigne la composition à plusieurs conservatoires néerlandais. Parmi ses nombreux élèves, on trouve Svitlana Azarova, Matthias Kadar, Vanessa Lann, Peter van Onna, Robin de Raaff, Victor Varela, Sinta Wullur, Doina Rotaru et Evrim Demirel.
En tant qu'interprète, il a participé aux ensembles Consort, le Brevisand Theo Loevendie Quintet.
En 2004, il a fondé un nouveau groupe : Le « Ziggurat Ensemble ». Ce groupe se compose d'une combinaison d'instruments occidentaux et non occidentaux : Er-Hu, viole de gambe, Qanun, voix, Duduk, basse, Pan Pipes et percussion.

## Distinctions et prix
- 1969 - Prix Edison (en) pour un album de jazz
- 1979 - le VPRO/Boy Edgar Award (en)
- 1982 - Prix Edison (en) pour De nachtegaal (1979)
- 1984 - Koussevitzky International Record Award (avec Pierre Boulez)
- 1986 - le prix Matthijs-Vermeulen (en) pour Naima
- 1988 - 3M Award

## Œuvres

### Musique pour orchestre et large ensemble
- 2014 Rise of Spinoza, pour chœur et orchestre
- 2008 Jubilation Jump, pour danseur de claquettes et orchestre.
- 2002 Seyir, pour 25 instruments européens et non-européens.
- 2000 Koraalvariaties “Von der Höhe in der Tiefe”, pour 19 instruments.
- 1998 Esmée-suite: « Ondergang », pour orchestre, inspiré par la vie d'Esmée van Eeghen.
- 1997 Vueltas, pour cordes et percussion.
- 1986 Suite Naima, pour orchestre.
- 1986 Intermezzo, pour orchestre, tiré de opéra “Naima” (1985).
- 1983 In Prison, pour orchestre, fragment de l'opéra “Naima” (1985).
- 1983 Musique pour un mariage étrange, pour orchestre, ballet pour l'opéra « Naima » (1985)
- 1979 Flexio, pour orchestre.
- 1971 Bacchanten, musique de scène pour la pièce d'Euripide.
- 1966 Confluxus, pour orchestre de jazz et orchestre symphonique.

### Musique de chambre
- 2003 Victoria Regina, pour flûte, clarinette, violon et violoncelle.
- 2001 Per quanti? III, pour flûte alto, harpe et percussion.
- 1999 Sonata Coloniae, pour alto solo (1999)
- 1998 Two Mediterranean Dances, pour 8 violoncelles.
- 1998 Golliwog's other dances; pour clarinette, trompette et basson.
- 1997 Ackermusik, pour trio avec piano.
- 1997 Sandsandsnaresandsizzles; pour 3 percussionnistes.
- 1996 ¿Que pasa en la calle?; pour 4 trompettes.
- 1996 Fanfare; pour 9 cuivres et percussion.
- 1995 Laps; pour ensemble.
- 1994 Two pieces on canons by Guillaume de Machaut; pour quatuor de saxophones.
- 1994 Amsterdam Tango; pour violon, bandonéon, alto, violoncelle, contrebasse et piano.
- 1993 (arrangement 1994) Deux pièces sur des canons de Guillaume de Machaut, pour mandoline, guitare, harpe et clarinette basse resp.clarinette.
- 1993 Deux pièces sur des canons de Guillaume de Machaut, pour quatuor de flûtes.
- 1992 Cycles, pour clarinette, violon, violoncelle et piano.
- 1992 Lerchen-Trio, pour clarinette, violoncelle et piano, in memoriam Olivier Messiaen.
- 1991 Drones, pour violon et piano. (Drones, Cycles et le Lerchen-Trio forment, dans cet ordre, une trilogie)
- 1990 Passacaglia alla Turca (1990) pour 8 instruments.
- 1988 Duo pour clarinette basse  solo
- 1988 Plus One, pour flûte, clarinette basse et piano [1981-1988].
- 1986 Back Bay Bicinium, pour 7 instruments.
- 1986 Dance, pour violon seul
- 1981 Suite Venus and Adonis, pour 5 instruments.
- 1980 Nonet pour vents, percussion, piano et contrebasse.
- 1980 Venus and Adonis, pour ensemble, musique pour une pièce de théâtre d'après un poème de William Shakespeare.
- 1979 Voor Jan, Piet en Klaas, pour 2 pianos à 8-mains.
- 1974 Prelude; pour 6 percussionnistes.
- 1974 Timbo, pour un groupe de percussions (6 instrumentistes).
- 1974 The Nightingale, pour ensemble, musique pour une pièce de théâtre d'après un conte de Hans Christian Andersen.
- 1971 Musique pour clarinette basse et piano.
- 1968 Tre Pezzi, pour petite clarinette (en mi ), clarinette (en si) et clarinette basse (en si)
- 1964 Three Pieces pour ensemble de jeunes

## Discographie
- 1978 Bart Berman, piano ; Vriend, Hekster, Loevendie, De Vries, Kleinbussink (Golf)
- 1986 Theo Loevendie Quintet (Varajazz)
- 1998 Esmeé, Opéra en deux actes dirigé par Geoffrey Moull, avec Margaret Thompson, William Oberholtzer, Bielefeld Philharmonic Orchestra, Bielefeld Opera Chorus, Donemus CV74/75[1]
- 2005 Cello Octet Conjunto Iberico: Four Winds (Etcetera (en))
- 2005 Bayram: Theo Loevendie meets Kristina Fuchs Sonic Unit (TryTone)[2]